# فهرست ماهیان
فهرست ماهیها

## آ
- آبنوس سه‌تیغه‌ای
- اردک‌ماهی
- اسب دریایی
- اسلک کولی
- اوزون برون
- اروانا
- انجک
- اوراتوس
- اورندا

## پ
- پوفر
- پاروماهی

## ت
- تلسکوپی

## ح
- حلزون ماهی
- ماهی حلوا

## خ
- ماهی خال‌مخالی
- ماهی خیاطه
- حلزون سیبه
- خارو

## دماهی
- دلقک‌ماهی
- دم‌شمشیری
- ماهی دندان‌نیش
- دم چتری
- دمکین

## س
- سرخو کج‌پولک

## ش
- شقایق‌ماهی دلقک
- شمشیرماهی
- شیرماهی
- شیطان دریا
- شارک

## ع
- عقرب‌ماهی

## ف
- فرشته‌ماهی
- ماهی فایتر
- فیل ماهی
- فایتر
- فلس مرواریدی

## گ
- گاوکوسه
- گربه‌ماهی
- گربه‌ماهی شیشه‌ای
- ماهی گوپی
- گورامی
- گیره ماهی
- ماهی قرمز

## ل
- لاف زن مردابی
- لجن خوار

## ه
- هامور معمولی